# Olivier Gruner
Olivier Gruner é um actor e especialista em artes marciais e contacto físico francês que nasceu em Paris no ano de 1960. O pai de Olivier é um notável cirurgião e seus irmãos seguiram carreiras acadêmicas, sendo um deles um engenheiro.

## Começo de carreira
Olivier era fascinado por artes marciais e começou a estudar karate shotokan, boxe, savate e kickboxing depois de ter visto um filme de Bruce Lee. Aos 18 anos ele  se juntou a Marinha Francesa, onde foi membro de uma força de elite. Lá ele aprendeu a dominar os muitos desafios físicos exigidos de um soldado de elite, Olivier passou a maior parte do seu tempo servindo numa unidade francesa no Senegal. Depois de deixar o exército em 1981, Olivier resolveu  treinar em tempo integral para competir profissionalmente como kickboxer.

## Lutador Profissional
Olivier viajou para os Alpes franceses - lugar que ele escolheu pela possibilidade de esquiar,um de seus maiores hobbies -  e começou a treinar para lutar profissionalmente. A fim de pagar as suas despesas de formação, ele teve 4 trabalhos diferentes, como vigia, membro da patrulha de esqui, instrutor e operador de teleférico.
Em 1984 ele  começou a lutar profissionalmente como kickboxer na França . Depois de apenas 10 lutas profissionais, ele tornou-se campeão peso meio médio francês.
Em 1985, seus sucessos no ringue lhe permitiu treinar e lutar o tempo inteiro e, em 1986, tornou-se Campeão Mundial de Kickboxing peso médio. Tendo alcançado seu sonho de tornar-se Campeão do Mundo, em 1987, aposentou-se e prosseguiu uma carreira como ator.
Descoberto em 1987 no Festival de Cannes, ele começou uma carreira cinematográfica que lhe permitiu finalmente aparecer em 27 filmes e três séries de televisão,dentre elas uma recente participação na série de ação Martial Law. Nesse meio tempo Olivier ainda encontrou tempo, não só para continuar a treinar,mas também para manter se exigente regime físico, tornando se também um piloto comercial de helicópteros.